# Weiherhammer

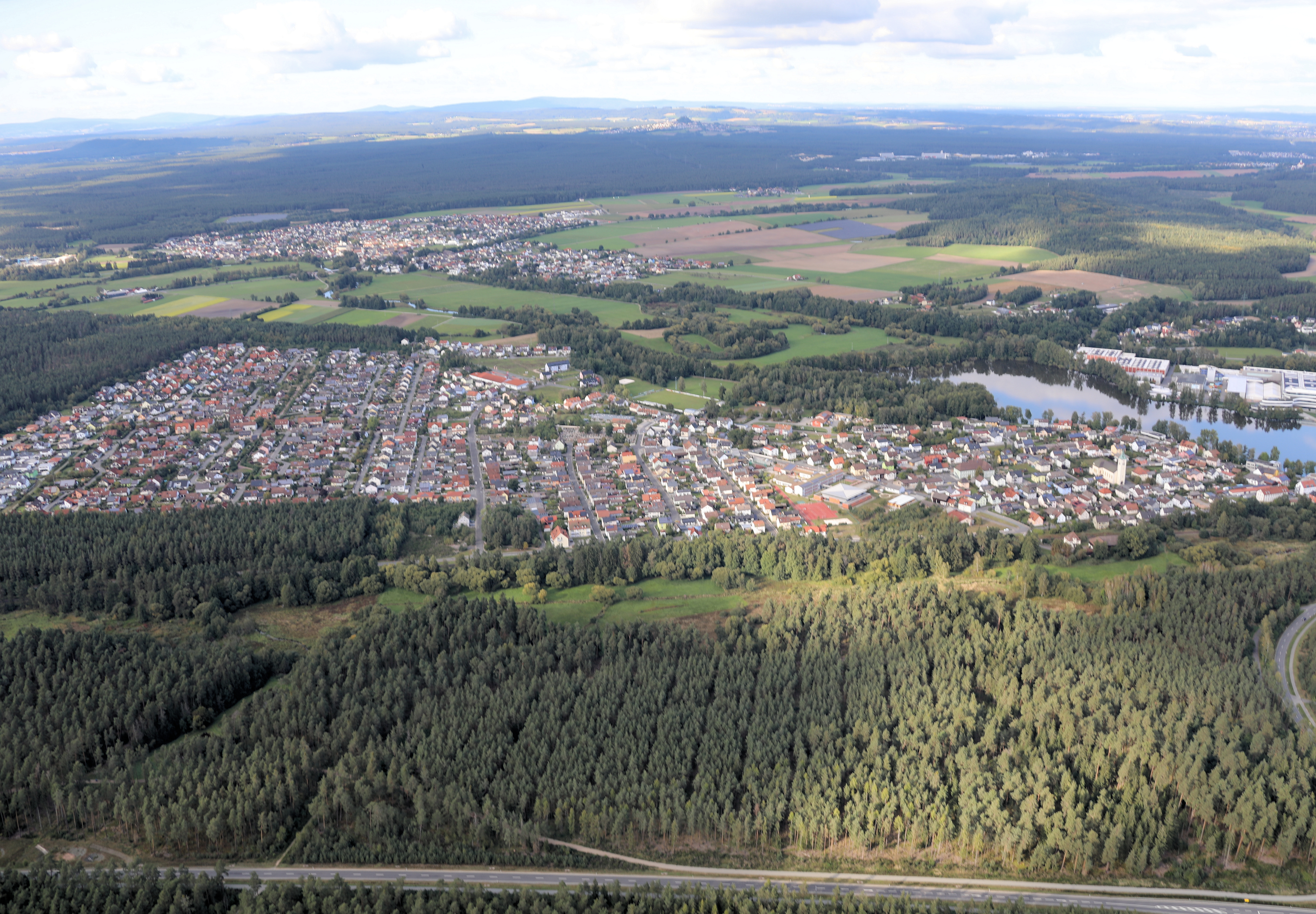
Weiherhammer (2023)

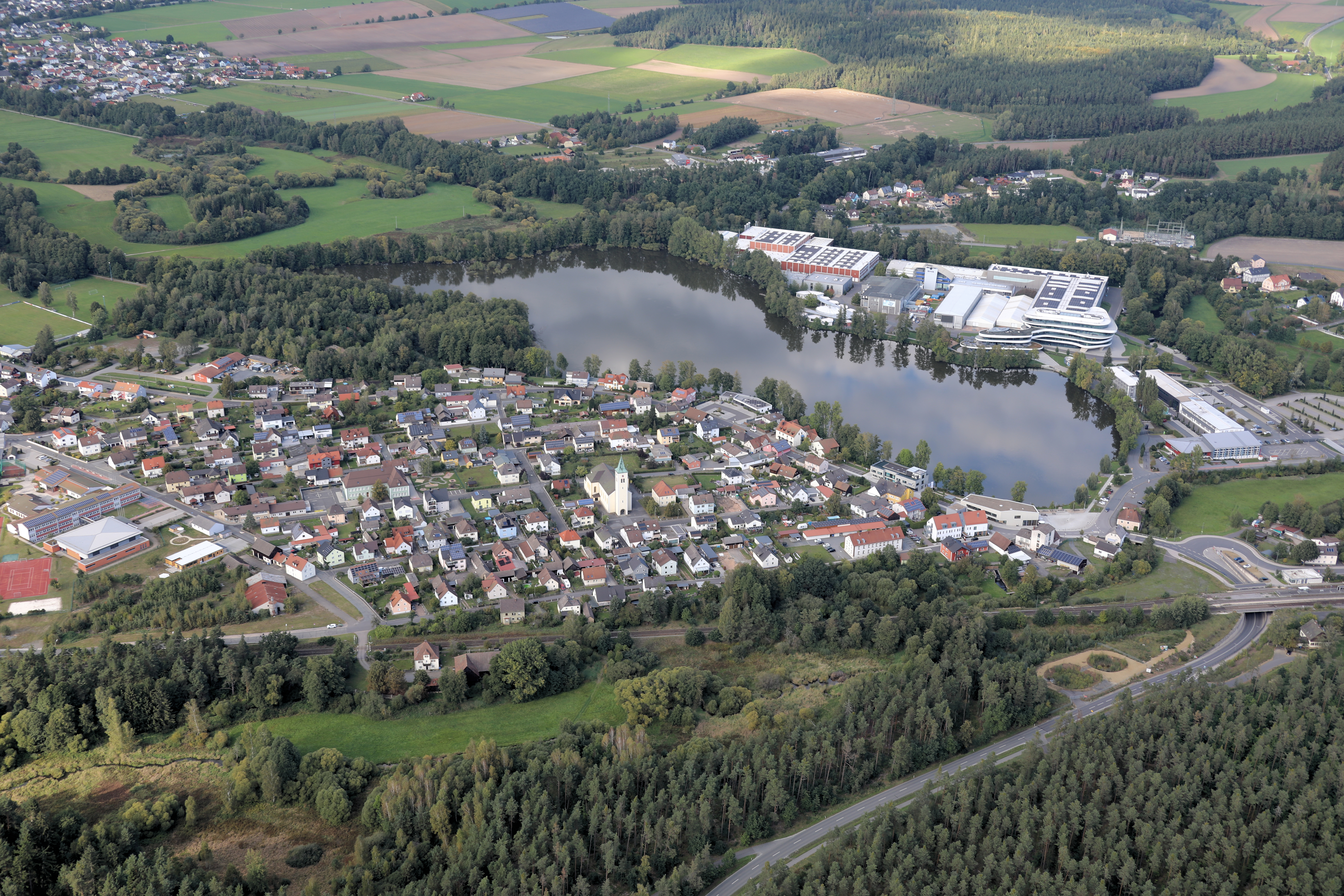
Weiherhammer mit Naturschutzgebiet Vogelfreistätte Weiherhammer (2023)

Weiherhammer ist eine Gemeinde im Oberpfälzer Landkreis Neustadt an der Waldnaab.

## Geografie
Die Gemeinde liegt in der Planungsregion Oberpfalz-Nord, der Hauptort knapp 9 km südwestlich von Weiden.

### Gemeindegliederung
Es gibt sechs Gemeindeteile (in Klammern ist der Siedlungstyp angegeben):
- Dürnast (Dorf)
- Geräum (Einöde)
- Markt Kaltenbrunn (Pfarrdorf)
- Neumühle (Einöde)
- Trippach (Dorf)
- Weiherhammer (Pfarrdorf)

Es gibt die Gemarkungen Kaltenbrunn, Kohlberg, Mallersricht, Röthenbach und Etzenricht.

## Geschichte

### Bis zur Gemeindegründung
Weiherhammer war ursprünglich ein Industrieprojekt des frühen 18. Jhs. und gewann seinen zweiten Namensteil von dem Hammerweiher, der vor dem Projekt Beckenweiher hieß. Hammer ist ein altes Wort für ein Hammerwerk. Man errichtete 1717 auf Geheiß der Herzoglichen Räte „zwischen Mandel und Ezersried unweith des Beckhenweyers einen Hochofen“. Man nannte ihn zuerst „der neue Hochofen bei Mandl“, bald darauf folgte „der Weyherhammer“.
Für die Siedlung war im 18. Jh. auch die Bezeichnung Weihersdorf/Weierdorf üblich.
Beckendorf, das heutige Weiherhammer, gehörte zum wittelsbachischen Herzogtum Neuburg-Sulzbach und dessen Gericht Weiden; seit 1777 war das Gebiet Teil des Kurfürstentums Bayern. Im Zuge der Verwaltungsreformen in Bayern entstand mit dem Gemeindeedikt von 1818 die Gemeinde Etzenricht, der Beckendorf eingegliedert wurde.

### Ortsname
Im Jahr 1934 wurde Beckendorf nach dem seit 1717 am Ort ansässigen Hüttenwerk in Weiherhammer umbenannt und erhielt am 1. Februar 1952 die kommunale Selbständigkeit.

### Eingemeindungen
Im Zuge der Gebietsreform in Bayern wurde am 1. Januar 1972 der Markt Kaltenbrunn eingegliedert. Am 1. Juli 1972 kamen Dürnast und Trippach der aufgelösten Gemeinde Mallersricht hinzu.

### Einwohnerentwicklung
| Jahr      | 1961 | 1970 | 1987 | 1991 | 1995 | 2000 | 2005 | 2010 | 2015 | 2020 |
| --------- | ---- | ---- | ---- | ---- | ---- | ---- | ---- | ---- | ---- | ---- |
| Einwohner | 3112 | 3406 | 3655 | 4034 | 4081 | 4199 | 4021 | 3818 | 3851 | 3846 |

- Zwischen 1988 und 2018 wuchs die Gemeinde von 3773 auf 3812 um 39 Einwohner bzw. um 1 % der Einwohnerzahl.

## Politik

### Gemeinderat
Die Kommunalwahl im März 2020 ergab folgende Sitzverteilung:
- CSU: 10 Sitze
- SPD: 6 Sitze

### Bürgermeister
Erster Bürgermeister ist seit Mai 2014 Ludwig Biller (* 1959) (CSU).
Zweiter Bürgermeister: Julian Kraus (CSU)
Dritter Bürgermeister: Thomas Schönberger (CSU)

### Wappen
| Wappen von Weiherhammer | Blasonierung: „Unter blauem Schildhaupt, darin drei gestürzte silberne Spitzen, in Silber schräg gekreuzt zwei wachsende schwarze Schmiedehämmer.“ |
| Wappen von Weiherhammer | Das Wappen wurde 1977 angenommen. |

## Kultur und Sehenswürdigkeiten

### Natur
In der Gemeinde liegt das Naturschutzgebiet Vogelfreistätte Weiherhammer.

### Sport
- TSG Mantel-Weiherhammer e. V.
- Schützengesellschaft Tell Trippach e. V.
- Scheibenschützengesellschaft Weiherhammer und Umgebung e. V.

## Wirtschaft und Infrastruktur
Weiherhammer ist ein alter Industriestandort.

### BHS Corrugated Maschinen- und Anlagenbau GmbH
Die BHS Corrugated Maschinen- und Anlagenbau GmbH ist ein Hersteller von Wellpappenanlagen (eng. Corrugator) mit Hauptsitz in Weiherhammer.
BHS Corrugated beschäftigt über 2.500 Mitarbeiter in mehr als 20 Ländern.

### Flachglaswerk Weiherhammer
Das Werk des Unternehmens Pilkington (Flachglas) in Weiherhammer ist eines der größten Flachglaswerke in Deutschland mit einer Tagesproduktion von 1600 Tonnen und einem Personalstand von 560 Personen.

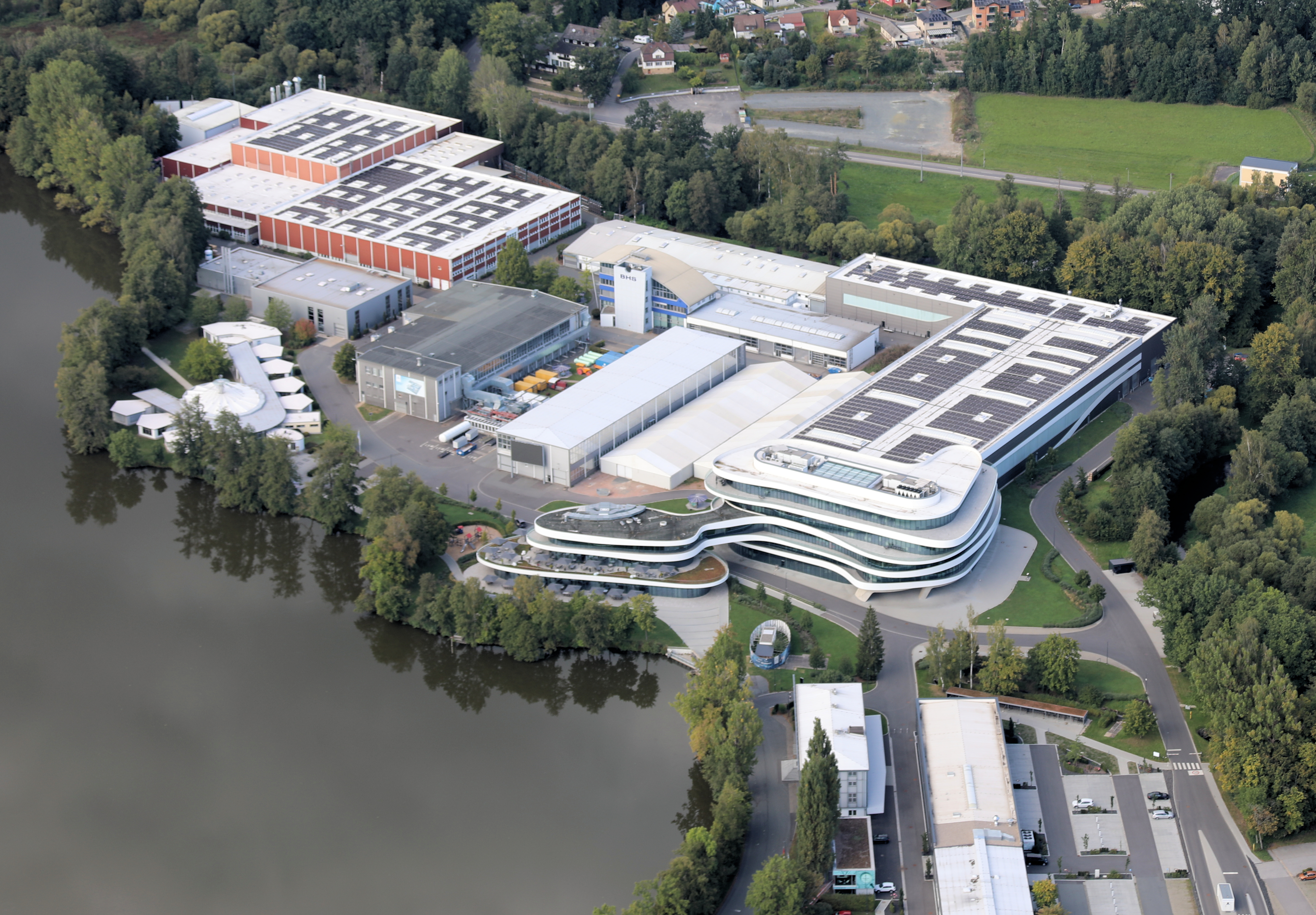
BHS Corrugated Maschinen- und Anlagenbau GmbH (2023)
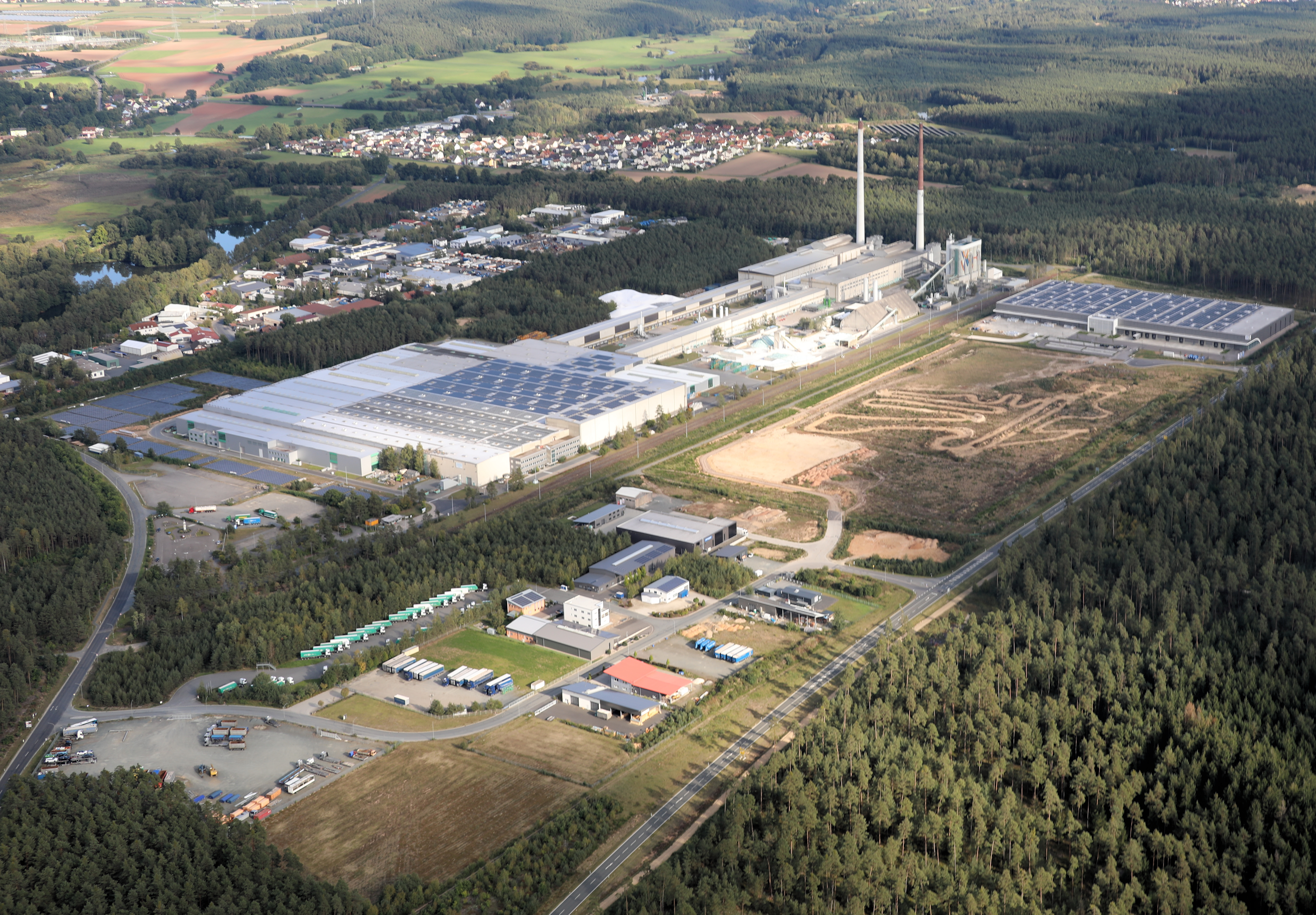
Pilkington Flachglaswerk (2023)
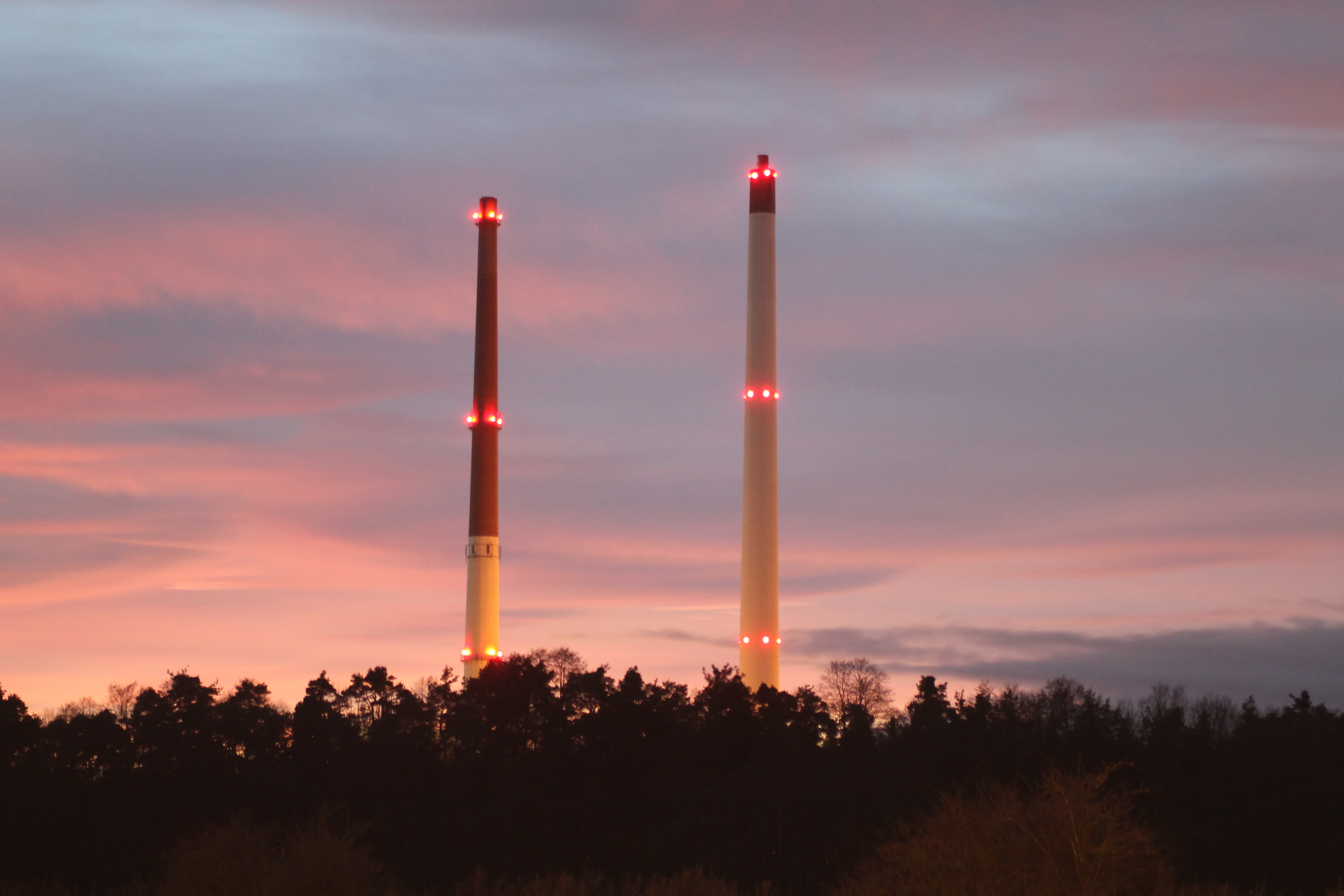
Die beiden je 140 Meter hohen Kamine der Pilkington-Flachglaswerke Weiherhammer

### Verkehr
Der Bahnhof Weiherhammer liegt an der Bahnstrecke Neukirchen–Weiden. Es verkehren Regional-Express-Züge der Relation Nürnberg Hbf–Bahnhof Neustadt (Waldnaab).

### Bildung
1999 gab es folgende Einrichtungen:
- Kindergärten: 150 Kindergartenplätze mit 136 Kindern
- Volksschulen: eine mit 23 Lehrern und 367 Schülern

## Persönlichkeiten
- Hermann Sickenberger (1851–1923), Pädagoge und Bayerischer Landtagsabgeordneter, ab 1912 katholischer  Priester
- Therese Tesdorpf-Sickenberger (1853–1926), Erzieherin und Schriftstellerin
- Carl Hocheder (1854–1917), Architekt
- Franz Bock (1905–1974), Politiker (NSDAP) und SA-Führer
- Richard Geisler (1906–1967), Paläontologe und Bergwerksdirektor